# Jaworzno Szczakowa Lokomotywownia
Jaworzno Szczakowa Lokomotywownia – nieczynny od 2008 r. przystanek osobowy w jaworznickiej dzielnicy Szczakowa, w województwie śląskim, w Polsce; znajduje się przy ul. Stefana Batorego, usytuowany jest w kilometrze 14,425 linii kolejowej nr 133 między stacjami Jaworzno Szczakowa i Sosnowiec Maczki.